# Lioporeus pilatei
Lioporeus pilatei är en skalbaggsart som först beskrevs av Henry Clinton Fall 1917.  Lioporeus pilatei ingår i släktet Lioporeus och familjen dykare. Inga underarter finns listade i Catalogue of Life.